# Miłkowiec
Miłkowiec (deutsch Milkowitzmühle, auch: Milkwitzmühle) ist ein kleiner Ort in der polnischen Woiwodschaft Ermland-Masuren und gehört zur Gmina Kozłowo (Landgemeinde Groß Koslau, 1938 bis 1945 Großkosel) im Powiat Nidzicki (Kreis Neidenburg).
Miłkowiec liegt am Flüsschen Skottau (polnisch Szkotówka) im Südwesten der Woiwodschaft Ermland-Masuren, 14 Kilometer westlich der Kreisstadt Nidzica (deutsch Neidenburg).
Milkowitzmühle war bis 1945 ein Wohnplatz der Gemeinde Taubendorf (polnisch Gołębiewo) und bestand aus einer Wassermühle samt Gehöft. Im Jahre 1905 lebten hier 18 Einwohner. Das Datum der Namensänderung in die Bezeichnung „Milkwitzmühle“ ist nicht bekannt und dürfte irgendwann in der Zeit nach 1905 liegen.
In Kriegsfolge kam Milk(o)witzmühle 1945 mit dem gesamten südlichen Ostpreußen zu Polen und erhielt die polnische Namensform „Miłkowiec“. Die heutige Siedlung (polnisch Osada) ist eine Ortschaft innerhalb der Gmina Kozłowo (Landgemeinde Groß Koslau, 1938 bis 1945 Großkosel) im Powiat Nidzicki, bis 1998 der Woiwodschaft Olsztyn, seither der Woiwodschaft Ermland-Masuren zugehörig.
Bis 1945 war Milk(o)witzmühle in die evangelische Kirche Thalheim in der Kirchenprovinz Ostpreußen der Kirche der Altpreußischen Union sowie in die römisch-katholische Kirche Thurau eingepfarrt. Heute gehört Miłkowiec katholischerseits zur Kirche Dziurdziewo im jetzigen Erzbistum Ermland, evangelischerseits zur Pfarrei Nidzica in der Diözese Masuren der Evangelisch-Augsburgischen Kirche in Polen.
Miłkowiec liegt an einer Landwegverbindung, die von Gołębiewo (Taubendorf) nach Sławka Wielka (Groß Schläfken) führt. Eine Anbindung an den Bahnverkehr gibt es nicht.